# Lepidochrysops chloauges
Lepidochrysops chloauges är en fjärilsart som beskrevs av George Thomas Bethune-Baker 1922. Lepidochrysops chloauges ingår i släktet Lepidochrysops och familjen juvelvingar. Inga underarter finns listade i Catalogue of Life.